# Io sono Celine Dion
Io sono Celine Dion (I Am: Celine Dion) è un film documentario del 2024 diretto da Irene Taylor.
Il film è incentrato sulla vita e carriera della cantante canadese Céline Dion. Il film esplora la vita della cantante, i suoi traguardi nello show business e, soprattutto, la battaglia contro la sindrome della persona rigida .
Il film è stato distribuito in streaming mondialmente il 25 giugno 2024 su Amazon Prime Video .

## Produzione
Sony Music Entertainment aveva annunciato il documentario nel settembre 2021.
Il titolo ufficiale del film è stato annunciato nel gennaio 2024, insieme alla notizia che Amazon MGM Studios aveva acquisito i diritti di distribuzione.

## Promozione
Il trailer del film è stato distribuito il 23 maggio 2024.

## Musica
La colonna sonora, composta da 13 hits della cantante e 7 tracce dell'arrangiamento musicale del film, uscirà il 21 giugno 2024.